# Eptesicus pachyotis
Eptesicus pachyotis је врста слепог миша из породице вечерњака (лат. Vespertilionidae).

## Распрострањење
Ареал врсте је ограничен на мањи број држава. Врста има станиште у Кини, Индији, Тајланду, Бурми и Бангладешу.

## Станиште
Станиште врсте су шуме.

## Угроженост
Ова врста је наведена као последња брига, јер има широко распрострањење и честа је врста.